# Rádio-Observatório de Itapetinga
O Rádio Observatório de Itapetinga - (ROI) é um rádio-observatório localizado no sítio astronômico localizado na região de Atibaia, interior do estado de São Paulo, próximo à Rodovia Fernão Dias. O nome se deve ao fato de estar localizado no bairro chamado Itapetinga.
É muito utilizado por alunos, pesquisadores e engenheiros do INPE (entidade que detêm seu controle administrativo), Universidade Mackenzie, Univap, USP e outras instituições dedicadas a estudos de astrofísica e geofísica. Possui três sistemas radio-telescópios, além de alojamentos, cozinha, permitindo aos pesquisadores passarem algum tempo em campanhas, de acordo com a necessidade.

## História
A criação do Radio-observatório remonta da década de 1970, ocasião da construção (1974) da grande antena de 13,8 metros e seus acessórios.
Na época, o controle do Rádio Observatório era da Universidade Mackenzie, sendo passado para o INPE no ano de 1982. Durante a década de 1990, a redoma (invisível para ondas de rádio) foi substituída.
Outras duas antenas operam no sítio. Uma delas é composta pelo arranjo de 3 antenas que fazem uma patrulha constante do Sol em 12 GHz. Um outro equipamento faz observações a 7 GHz.

## Antenas
Existem três antenas:
- Antena com diâmetro de 13,7 metros é a segunda maior do Brasil para fins de estudos científicos, utilizada para observações, basicamente, solares, porém pode ser utilizada para observar radiações advindas de planetas, galáxias e outros astros. Frequentemente utilizada nas frequências de 22 e 48 GHz
- Arranjo de 12 GHz: faz uma patrulha constante das regiões ativas do Sol com suas três antenas.
- Antena de 7 GHz